# Kuunkuiskaajat
Kuunkuiskaajat est un groupe finlandais de musique folk, actif entre 2008 et 2016, autrefois composé de deux membres du groupe Värttinä, Susan Aho (en) et Johanna Virtanen (fi).

## Histoire
En 2010, le groupe a représenté son pays au Concours Eurovision de la chanson à Oslo, le 29 mai avec la chanson Työlki ellää, mais le duo sera éliminé au stade des demi-finale en terminant 11e. Il a néanmoins remporté les finales nationales avec 42 % des votes de la « super finale ».
Leur musique mêle tradition finnoise et musique tzigane.

## Discographie
- 2009 : Kuunkuiskaajat
- 2014 : Lumienkeli
- 2016 : Unelmaa